# Zebulon Pike
Zebulon Montgomery Pike, född 5 januari 1779 i Lamberton (numera i Trenton), New Jersey, stupade den 27 april 1813 i York (nu Toronto), Ontario, var en amerikansk yrkesmilitär. Han var samtida med Lewis och Clark och har ibland i likhet med dem kallats för upptäcktstresande. Pikes uppdrag var dock till skillnad från deras av rent militär karaktär. Han skickades ut för att "vifta med flaggan" i områden som nyligen införlivats med USA eller trakter där gränsdragningen var oklar. Pikes Peak är uppkallad efter honom.

## Ungdom
Pike föddes i en officersfamilj och valde tidigt den militära karriären. Han blev kadett i faderns kompani 1794 och erhöll officersfullmakt med löjtnants grad 1799.

## Mississippiexpeditionen 1805
Efter några år som stabsofficer fick Pike 1805 order att med en liten militärstyrka marschera norrut längs Mississippifloden för att etablera en symbolisk amerikansk militär närvaro i det nyinköpta Louisianaterritoriet. Pike och 20 soldater lämnade Saint Louis 9 augusti 1805 mot det första etappmålet Prairie du Chien. Där drogs Pike in i den långvariga konflikten mellan siouxer och ojibwaer. Han påstod sig ha medlat i konflikten och fått till stånd en vapenvila. Genom sin förmedling ska han ha erhållit en viss status hos siouxerna som gick med på att till USA sälja den mark vid Minnehaha Falls på vilken Fort Snelling senare byggdes. Pikes och hans soldaters insats bestod i övrigt i stort sett av marscherande runt i området med stjärnbaneret vajande för att markera USA:s närvaro. Pike begick för övrigt under marschen misstaget att felaktigt identifiera sjön Leech Lake som Mississippiflodens källa.

## Santa Fe-expeditionen 1806
Pike hade knappt hunnit tillbaka till Saint Louis när han 15 juli 1806 sändes ut på nästa expedition, denna gång västerut. Inte heller den expeditionen blev särskilt framgångsrik då Pike tillfångatogs av spanjorerna i Nuevo México efter att ha gått över gränsen. Han fördes först till Santa Fe, sedan till Chihuahua.

## 1812 års krig
Sedan president Thomas Jefferson ordnat Pikes frisläppande från den spanska fångenskapen, befordrades han till kapten. Under 1812 års krig nådde Pike 1812 överstes grad och tjänstgjorde huvudsakligen som stabsofficer, med ansvar för truppernas inkvartering och logistik. Vid anfallet mot York (nu Toronto) den 27 april 1813 var Pike just befordrad till brigadgeneraloch utnämnd till generaladjutant. York intogs men när den retirerande brittiska garnisonen sprängde sitt krutmagasin dödades Pike av en sten som slungades mot honom av explosionen.

## Bildgalleri

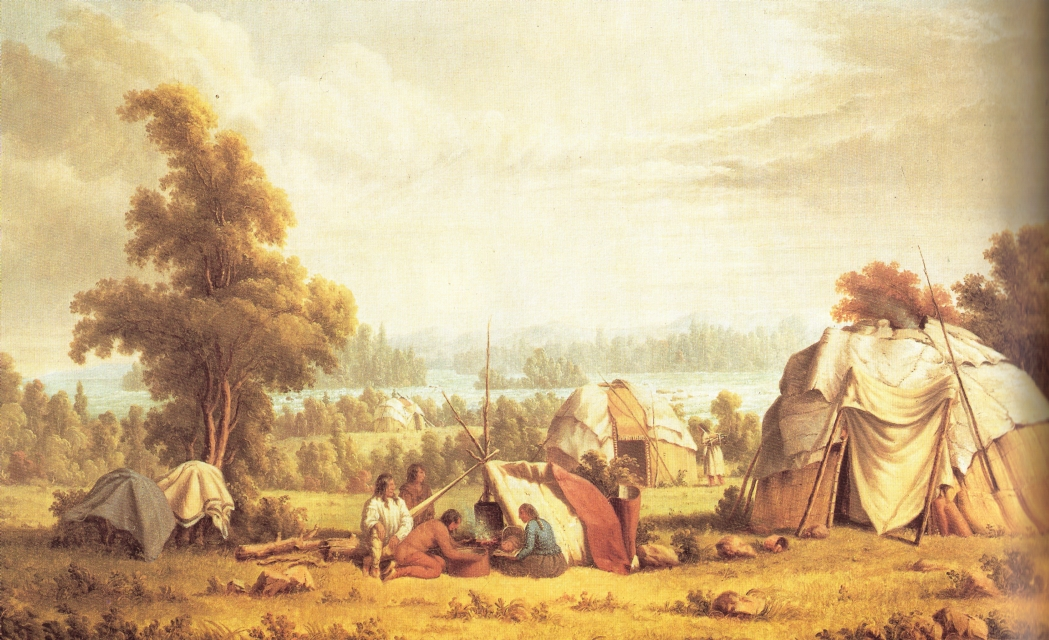
Ojibwaläger
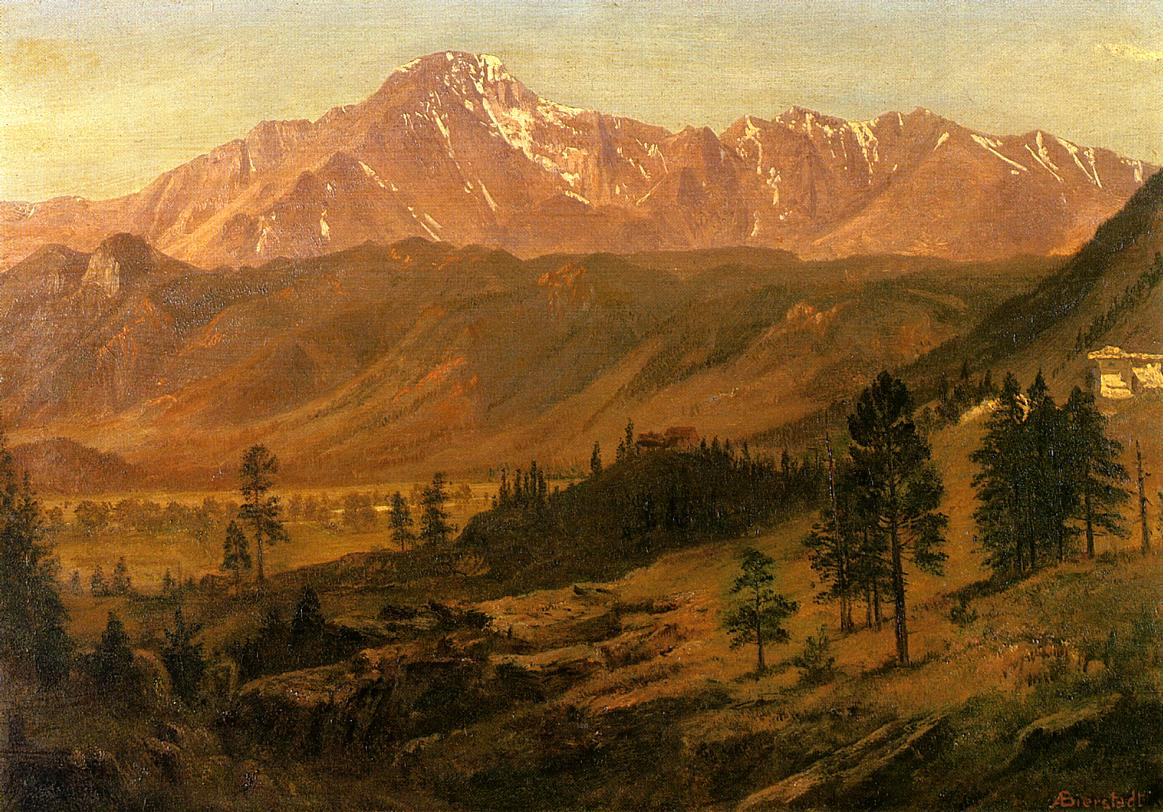
Pikes Peak
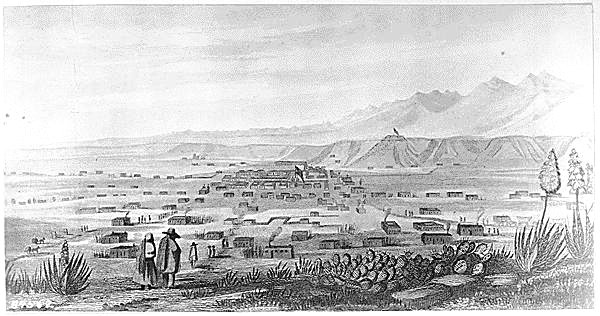
Santa Fe
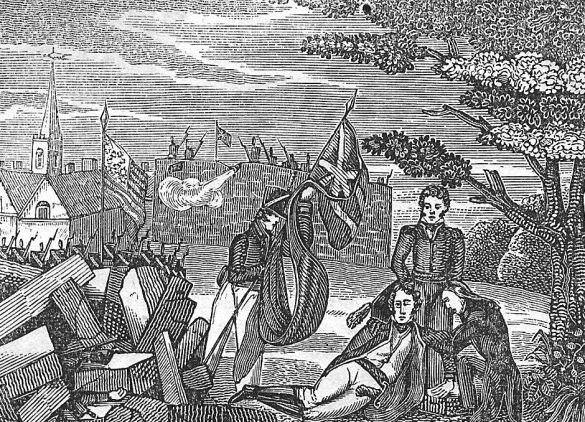
Zebulon Pike stupar i slaget vid York 1813.